# District de Durg
Le district de Durg (hindi : दुर्ग जिला) est un district  de l'état du Chhattisgarh en Inde.

## Description
Au recensement de 2011, sa population compte 3 343 872 habitants pour une superficie de 8 535 km2.
Son chef-lieu est la ville de Durg. 